# Funksysteme zur Gebäudeautomatisierung
Unter dem Begriff Gebäudeautomatisierung werden die Steuerung von Licht, Heizung, Rollladen, Lüftung, Alarmanlage etc. zusammengefasst, die in Neubauten in der Regel mit verdrahteten Bussystemen realisiert wird. Bei der Modernisierung bestehender Wohngebäude kann der Einsatz von Funksystemen die kostengünstigste Lösung sein, weil im einfachsten Fall die vorhandenen Schalter gegen Aktoren und Sensoren ausgetauscht werden müssen, eine Neuverlegung von Leitungen (mit anschließenden Putzer- und Malerarbeiten) aber entfallen kann.
Funksysteme als Steuerungstechnik gibt es in den Frequenzbereichen 433 MHz und 868 MHz. In der Regel sind die Funksysteme verschiedener Hersteller nicht kompatibel.

## Kriterien für die Auswahl eines Funksystems
- Maximale Anzahl der Aktoren und Sensoren
- Art der Aktoren (Schalter, Rollladenschalter, Dimmer, Heizkörperventile, Schalter mit höherer Leistung)
- Art der Sensoren (Taster, Bewegungsmelder, Helligkeit, Dämmerung, Sonnenschein, Wind, Regen, Zeitschaltuhren, Temperatur, Kontaktschalter, Lichtschranken, Fernbedienung, Gas, Rauch, Kohlendioxid etc.)
- Bauformen der Aktoren (auf Putz, unter Putz) und Sensoren (Schalteraufsatz, UP-Schalter, Fernbedienung, Batterieversorgung)
- Reichweite (evtl. integrierbare Repeater); die Reichweite eines Funksystems ist durch Stahlbetondecken in der Regel sehr begrenzt
- Steuerlogik (mögliche logische Verknüpfungen, Timerfunktionen)
- Sicherheit (gegenseitige Authentisierung der Komponenten, Verschlüsselung der übertragene Daten)
- Energieverbrauch
- Zusätzliche Funktionen: Steuerung über eine PC-Software oder einen Web-Browser, Alarmmeldungen über Telefon
- Einhalten von Standards / Normen

## Standards
- ProLine 2 Bi-Direktionales Funkbussystem mit Rolling Code und Mesh-Funktion der elero GmbH auf 868 MHz. Für Smart Home Systeme geeignet. Kompatibel mit Mediola und elero Centero Home mit Kompatibilität zu Somfy RTS, HomeMatic, ZigBee
- Bluetooth Smart, insb. seit Version 5.0 mit Mesh Funktion fürs Smarthome geeignet, z. B. mit Geräten von Medion
- DECT ULE (Ultra Low Energy), energiesparende Erweiterung des Schnurlostelefon-Standards DECT für die Hausautomation[1]
- EN 50090, der weltweit erste offene Standard für die Haus- und Gebäudeautomatisierung (Draht/TP, Powerline, Funk)
- Enocean, seit 2012 internationaler Standard, dessen Sicherheitsoptionen jedoch nicht alle EnOcean-Produkte nutzen[2]
- HomeMatic (auch BidCoS), Funksystem für die Hausautomation[3][4]
- KNX-RF, Funkversion des KNX-Standards für die Gebäudeautomation
- ZigBee, Funkstandard zur Gebäudeautomation mit Beteiligung zahlreicher internationaler Firmen
- Z-Wave, besonders in den USA stark verbreiteter Standard der Z-Wave-Alliance

## Alternative Technologien
- Powerline: Datenübertragung über das Stromnetz, z. B. HomePlug und X10
- Europäischer Installationsbus
- Andere drahtgebundene Bussysteme, vgl. Feldbus

Ein großer Vorteil von Funksystemen gegenüber kabelgebundenen Systemen ist, dass man batterieversorgte Schalter und Sensoren an beliebigen Stellen platzieren kann, ohne ein Kabel hinführen zu müssen. So kann ein Funksystem auch Schritt für Schritt in eine konventionelle Elektroinstallation integriert werden, während ein kabelgebundenes System in der Regel eine Entscheidung für ein Gesamtsystem erfordert.
Bei den meisten Systemen besteht der Nachteil, dass regelmäßig Batterien gewechselt werden müssen. Ausnahmen sind manche Produkte nach EN 50090 (Versorgung durch Stromnetz) und Produkte, die die Technologie der Firma Enocean verwenden sowie erste Produkte mit Pufferung über Solarzellen.